# Булун-Терек (Чаа-Хольский кожуун)
Булун-Терек (тув. Булун-Терек — «Тополиный уголок») — село в Чаа-Хольского кожууне Республики Тыва. Административный центр и единственный населённый пункт Кызыл-Дагского сумона. Население 1138 человек (2007), 1208 (2014)

## География
Село находится между реками Бай-Булун и Чаа-Холь.
К селу административно относятся местечки (населённые пункты без статуса поселения): м. Суглуг-Ой, м. Теректиг, м. Улуг-Арт, м. Устуу Кызыл-Даг, м. Ха-Хаан, м. Хаялыг Даг, м. Чал-Орук, м. Шолук Хову, м. Шолук-Хову.
Уличная сеть
ул. Докпут Монгуш, ул. Дружба, ул. Ленина, ул. Малчын, ул. Мира, ул. Надажап, ул. Сайын-оол Ховалыг, ул. Шивит-оол Кыргыс.
Географическое положение
Расстояние до:
районного центра Чаа-Холь: 6 км.
столицы республики Кызыл: 153 км.
Ближайшие населенные пункты
Чаа-Холь 6 км, Ак-Дуруг 9 км, Арыг-Узю (Аргузун) 23 км, Шанчы 25 км
климат
Сумон, как и весь Чаа-Хольский кожуун, приравнен к районам Крайнего Севера.

## Население
| 2002  | 2010  | 2011  | 2012  | 2013  | 2014  | 2015  |
| ----- | ----- | ----- | ----- | ----- | ----- | ----- |
| 1041  | ↗1075 | ↘1073 | ↗1090 | ↘1089 | ↗1113 | ↘1110 |
| 2016  | 2017  | 2018  | 2019  | 2020  | 2021  |       |
| ↘1087 | ↗1095 | ↘1085 | ↗1100 | ↘1099 | ↘1067 |       |

## Инфраструктура
отделение почтовой связи Булун-Терек (ул. Ленина, 24А)
образование
МБОУ СОШ с. Булун-Терек (ул. Ховалыг Сайын-оола, 22)
МБДОУ Детский Сад «Сайзанак»
сельское хозяйство
Выращивание зерновых и зернобобовых культур: МУУП АЙМЫЫРЛЫГ
Разведение овец и коз: СХК АК-ДАГ
Деятельность библиотек, архивов, учреждений клубного типа
культура
«МБУ СЕЛЬСКИЙ ДК С КЫЗЫЛ-ДАГ» (ул. Ленина, 26)
административная деятельность
Администрация села Булун-Терек
Администрация Кызыл-Дагского сумона (улица Ленина, 32)

## Транспорт
Подъезд с автотрассы Р257 Енисей к с. Булун-Терек
Автодорога местного значения к райцентру Чаа-Холь длина 3,6 км , асфальтирована; был включен в федеральную целевую программу «Развитие транспортной системы России (2010—2015 гг.)» в рамках подпрограммы «Автомобильные дороги»
Поселковые дороги.